# Міллі Г'юз-Фулфорд
Міллі Елізабет Г'юз, у другому шлюбі Г'юз-Фулфорд (англ. Millie Elizabeth Hughes-Fulford; нар. 21 грудня 1945 — 4 лютого 2021) — американська астронавтка та хімік. Здійснила космічний політ на шатлі: STS-40 (1991, «Колумбія»).

## Життєпис
Міллі Г'юз народилася 21 грудня 1945 року у місті Мінерал-Веллс, штат Техас, де в 1962 році закінчила середню школу. У 1968 році здобула ступінь бакалавра наук в галузі хімії і біології в Тарлетонському університеті. У 1972 році здобула ступінь доктора філософії в галузі радіаційної хімії в Жіночому техаському університеті.
У шлюбі з Вілеєм 10 лютого 1968 року народила доньку Вікторію, розлучилася у 1981 році. У 1983 році одружилася з Джорджем Фулфордом. Захоплення: підводне плавання, садівництво, фотографія та комп'ютерна графіка.

## До НАСА
З 1972 року працювала лаборанткою в Техаському університеті. З 1973 року — хіміком-дослідником в Медичному центрі Управління у справах ветеранів у Сан-Франциско, у 1977 році посіла посаду доцентки біохімії на медичному факультеті Каліфорнійського університету в Сан-Франциско, на якій працювала до 1994 року. Г'юз-Фулфорд є авторкою понад 120 статей та рефератів щодо регулювання росту раку. Вона була визнана федеральною співробітницею року Західного регіону у 1985 році.

## Політ у космос

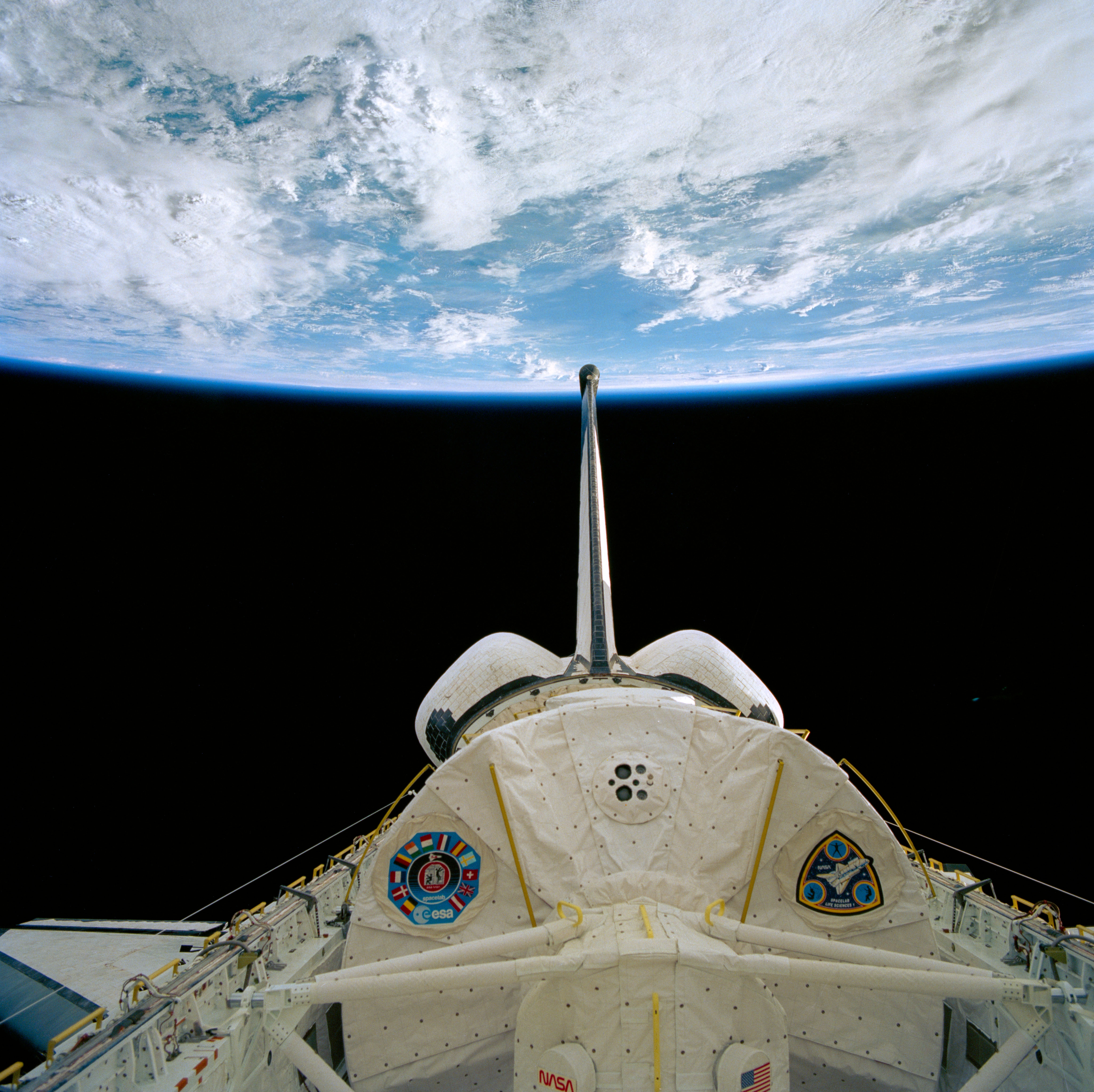
STS-40: Спейслеб у вантажному відсіку

У 1978 році брала участь у 8-му наборі астронавтів НАСА (за прізвищем Вілей — по першому чоловікові), але не потрапила у фінальну частину. Обрана НАСА як спеціалістка з корисного навантаження у січні 1983 року.
Міллі Г'юз-Фулфорд брала участь в космічній місії STS-40 шаттла «Колумбія». Політ проходив з 5 по 14 червня 1991 року, Г'юз-Фулфорд була призначена на посаду спеціалістки з корисного навантаження.
Основною метою місії STS-40 були експерименти з космічною лабораторією Спейслеб (в основному в галузі біології та медицини). Так само місія STS-40 примітна тим, що вперше у складі екіпажу перебували відразу три жінки-астронавтки. Тривалість польоту STS-40 і, відповідно, загальна тривалість польотів в космос для Г'юз-Фулфорд, склала 9 діб 2 години 15 хвилин.

## Після польоту
Г'юз-Фулфорд була головною дослідницею у ряді експериментів в Спейсхабі з регулювання остеобластів, ці експерименти проводилися в ході місії STS-76 (березень 1996), STS-81 (січень 1997) і STS-84 (травень 1997). 
З 1993 по 1994 рік працювала науковою радницею Секретаря в Управлінні у справах ветеранів у Вашингтоні, потім професором біохімії та начальницею Лабораторії вивчення росту клітин в Каліфорнійському університеті. У 1995 році отримала звання майора медичної служби армії США. З 2001 року працює старшою медичною дослідницею в Медичному центрі управління у справах ветеранів в Сан-Франциско.

## Нагороди та премії
Нагороди: Медаль «За космічний політ» (1991) та інші.